# Fleksometr

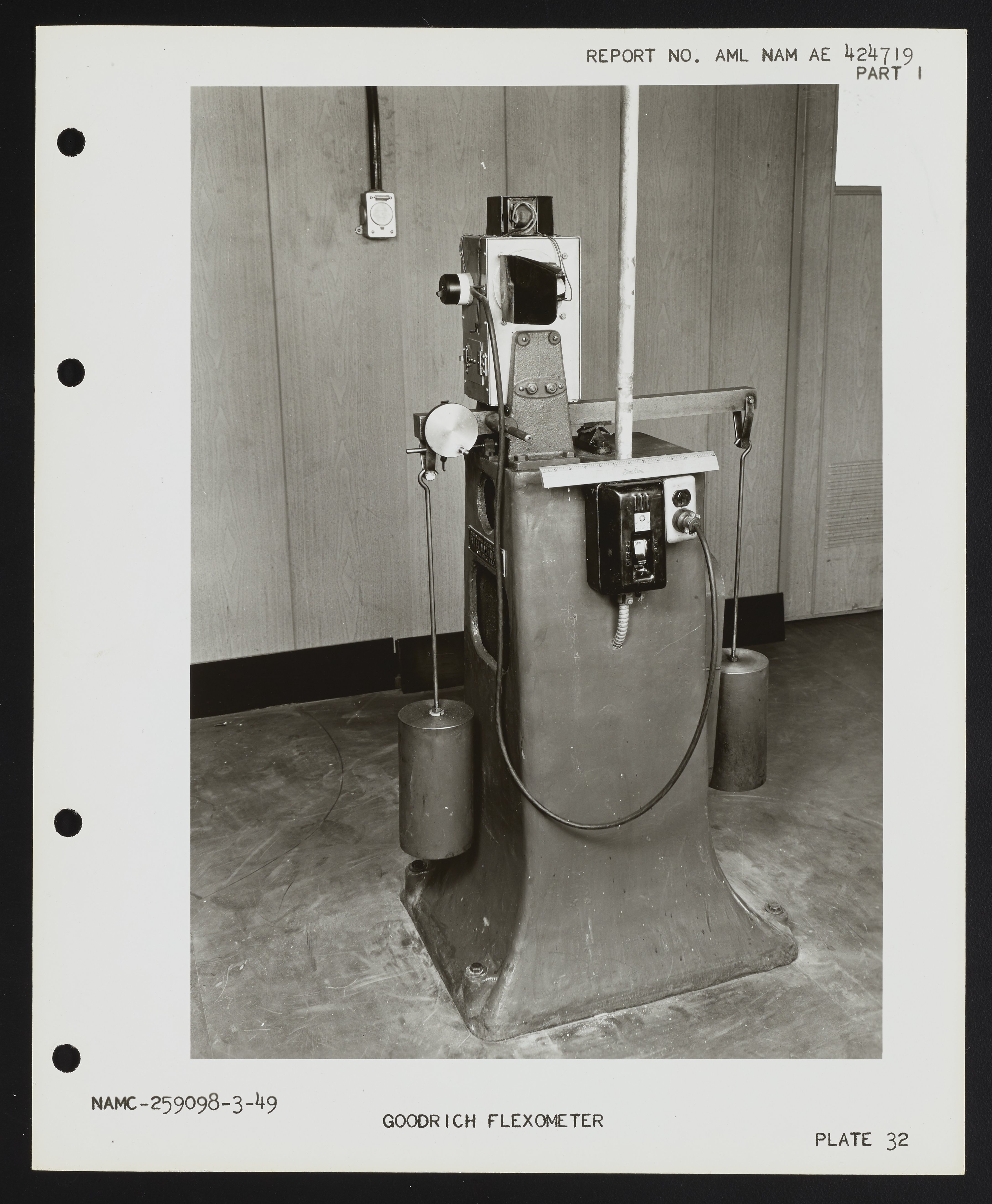
Fleksometr Goodrich do pomiaru właściwości gumy

Fleksometr – urządzenie, które służy do badania odporności różnych materiałów (np. tkanin) na zginanie.